# Terremoto di Petrinja del 2020
Il terremoto di Petrinja del 2020 è un evento sismico che ha avuto luogo il 29 dicembre intorno alle 12:20, con epicentro nella città croata di Petrinja, nella regione di Sisak e della Moslavina, e intensità di 6,4 di magnitudo momento e 6,2 di magnitudo locale. La scossa, preceduta e seguita da altre di minore intensità, ha causato ingenti danni materiali, feriti e vittime, venendo avvertita anche in Austria, Bosnia ed Erzegovina, Italia, Serbia, Slovenia e Ungheria.

## Eventi sismici
Di seguito una tabella degli eventi sismici di magnitudo uguale o superiore a 4,0 registratisi nei giorni dal 28 al 31 dicembre nella zona:
| Data       | Orario (CET) | Magnitudo | Profondità (km) | Comune   | Coordinate      | Nota   |
| ---------- | ------------ | --------- | --------------- | -------- | --------------- | ------ |
| 28/12/2020 | 6:28:08      | 5,2 mb    | 10              | Petrinja | 45.42°N 16.22°E | [ 4 ]  |
| 28/12/2020 | 07:49:56     | 4,8 mb    | 10              | Petrinja | 45.42°N 16.28°E | [ 5 ]  |
| 29/12/2020 | 12:19:54     | 6,4 Mw    | 10              | Petrinja | 45.46°N 16.31°E | [ 6 ]  |
| 29/12/2020 | 13:34:44     | 4,5 mb    | 10              | Sisak    | 45.42°N 16.21°E | [ 7 ]  |
| 29/12/2020 | 18:57:31     | 4,0 ML    | 1               | Petrinja | 45.47°N 16.34°E | [ 8 ]  |
| 30/12/2020 | 06:15:05     | 5,0 ML    | 14              | Petrinja | 45.46°N 16.22°E | [ 9 ]  |
| 30/12/2020 | 06:26:41     | 5,0 mb    | 10              | Lekenik  | 45.44°N 16.21°E | [ 10 ] |
| 30/12/2020 | 09:21:22     | 4,0 ML    | 10              | Glina    | 45.44°N 16.20°E | [ 11 ] |
| 31/12/2020 | 04:33:47     | 4,0 ML    | 10              | Petrinja | 45.41°N 16.16°E | [ 12 ] |
| 31/12/2020 | 09:15:46     | 4,1 mb    | 10              | Lekenik  | 45.5°N 16.28°E  | [ 13 ] |

## Danni e conseguenze

### Croazia
Il centro della città di Petrinja è stato distrutto dalla scossa principale, che ha causato anche il crollo di una scuola elementare in funzione. Quasi tutti gli edifici residenziali sono stati danneggiati e i tetti del municipio e della chiesa cittadina di San Lorenzo sono crollati. Anche le diverse frazioni del comune di Petrinja sono state pesantemente colpite dal terremoto.
Allo stesso modo a Sisak, capoluogo di regione, si sono registrati edifici danneggiati, tra cui l'ospedale, il più grande della regione, reso inagibile. Altri danni ci sono stati nei comuni di Zagabria, capitale del Paese, Glina, Topusko, Dvor, Gvozd, Hrvatska Kostajnica, Lekenik, Sunja e Velika Gorica.

### Bosnia ed Erzegovina
Anche in Bosnia ed Erzegovina ci sono stati danni, in particolare nei comuni di Bihać, Cazin, Doboj e Kozarska Dubica.

### Slovenia
In Slovenia, la centrale nucleare di Krško è stata chiusa momentaneamente per precauzione. Danni minori a edifici sono stati riportati in diverse aree del paese, soprattutto nei comuni di confine con la Croazia; a essere colpite, comunque in maniera non grave, sono state le città di Brežice, Kostanjevica na Krki, Krško, Maribor, Ptuj e Sveta Trojica. Nella capitale Lubiana una seduta del parlamento sloveno è stata interrotta con l'evacuazione dei deputati e alcuni danni si sono verificati nel Palazzo dell'Assemblea nazionale.

## Vittime
Il primo decesso accertato è stato quello di una ragazza, avvenuto in una scuola di Petrinja. Altri cinque decessi sono stati accertati nel vicino comune di Glina, nella frazione di Majske Poljane. Una settima vittima è stata trovata sotto le macerie della chiesa di Žažina, nel comune di Lekenik.
Il 3 gennaio 2021 un lavoratore volontario è morto a Petrinja cadendo dal tetto di un edificio danneggiato dal terremoto, durante lavori di riparazione. Un altro lavoratore è morto il 20 gennaio a Sisak, dopo che il muro di un edificio danneggiato è caduto su di lui.